# Chaînon Herbert
Le chaînon Herbert (en anglais : Herbert Range) est un massif montagneux de la chaîne de la Reine-Maud, dans la chaîne Transantarctique, en Antarctique. Son point culminant, le mont Fridtjof Nansen, s'élève à 4 069 mètres d'altitude. Il est bordé au sud par le glacier Axel Heiberg.

## Sommets principaux
- Mont Fridtjof Nansen, 4 069 m
- Pic Gjelsvik, 3 660 m
- Mont Balchen, 3 084 m

## Histoire
Le chaînon Herbert est nommé en l'honneur de Walter W. Herbert, chef de l'équipe sud de la New Zealand Geological Survey Antarctic Expedition qui explore la zone du glacier Axel Heiberg en 1961-1962.